# Noche americana (película)
Noche americana es una película de comedia negra, romance y suspenso argentina-uruguaya de 2022 dirigida por Alejandro Bazzano. Narra la historia de amor prohibido entre una famosa actriz y un músico desconocido, pero que pronto serán chantajeados para que no salga a la luz el secreto debido a que la actriz tiene una familia y una carrera que sostener. Está protagonizada por Florencia Raggi, Alan Daicz, Rafael Ferro y Luis Cao.
La película tuvo su estreno en las salas de cines de Argentina el 17 de febrero de 2022 bajo la distribución de Buena Vista International, mientras que en los cines de Uruguay se estrenó el 24 de febrero del mismo año.
Noche americana recibió reseñas mixtas por parte de los críticos, quienes valoraron la actuación de Raggi y Cao, aunque cuestionaron el guion y el desarrollo de la historia. En el sitio web Todas las críticas tuvo un porcentaje de aprobación del 58%.

## Sinopsis
Iván (Alan Daicz) es un joven un músico desconocido de 24 años que se encuentra en el aeropuerto de Roma y recibe la noticia de que su vuelo fue cancelado por una tormenta. Por ello, vuelve al hotel para pasar la noche, donde se conoce con Michelle (Florencia Raggi), una estrella del cine argentino 20 años mayor que él, pero con quien rápidamente siente una atracción y tienen una aventura. Sin embargo, todo se complica cuando aparecen Allan (Rafael Ferro) el marido y la hija de Michelle. Además, pronto ella también será chantajeada por Gabriel (Luis Cao) un empleado del hotel que también tiene un compañero que lo ayudó a hackear el celular de Michelle y descubrieron secretos que comprometen a la actriz, aumentando aún más el clima de la situación que pone tanto en peligro la carrera profesional de Michelle, como su proyecto de familia.

## Reparto
- Florencia Raggi como Michelle Simon
- Alan Daicz como Iván
- Rafael Ferro como Allan
- Luis Cao como Gabriel
- Sofía Lara como Lola

## Recepción

### Comentarios de la crítica
La película recibió críticas mixtas por parte de la prensa. Milagros Amondaray del diario La Nación calificó a la película como «buena», diciendo que «cuenta con una excelente interpretación de Florencia Raggi», que «el guion de Rodrigo Spagnuolo da un interesante giro en la segunda hora» y que la interpretación de Luis Cao es «magnética». Por su parte, Rodrigo Seijas del portal Funcinema le dio al filme un 4, expresando que no es una película totalmente lograda, ya que los diálogos caen en lugares comunes y algunas de las actuaciones son desbordadas a excepción de Cao que se lleva el premio mayor y que el director sostienen con convicción la puesta en escena. Jorge Bernárdez del sitio web Subjetiva destacó que «Florencia Raggi es lo mejor de la película junto a Rafael Ferro [...], pero el resto naufraga un poco por culpa del guion y cierto intento de sofisticación de parte del director». Por su lado, Marcelo Cafferata de Lúdico News cuestionó que la cinta tiene algunos descuidos como el hecho de que los empleados de un hotel italiano les cueste hablar su propio idioma, sin embargo, valoró que el guion presenta «giros sorpresivos que están bien desarrollados».
En una reseña para su propia página, Catalina Dlugi escribió que «Bazzalo [...] tiene el pulso justo para crear climas cambiantes y siempre creíbles», donde Raggi se luce. En cambio, Sofía Valva de Es la Cuarta Pared describió que «el desarrollo del film por momentos decayó, porque en varias escenas todo parecía ir demasiado rápido y no se le dio el tiempo necesario para que tuviera más sostén [...], lo que provocó que cuando hubo momentos importantes no se generó el impacto sorpresa», pero que «el resultado es bueno» a pesar de que «se perdió en partes el foco y el tono de la película».